# Květa Peschke
Květa Peschke (született: Květoslava Hrdličková) (Bílovec, 1975. július 9. –) cseh hivatásos teniszezőnő, párosban Grand Slam-tornagyőztes és korábbi világelső, Fed-kupa-győztes, olimpikon.
1995–2022 közötti profi pályafutása során egyéniben egy WTA-tornán szerezte meg a végső győzelmet, míg párosban összesen 36 WTA-tornát nyert meg. Ebből az egyik egy Grand Slam-győzelem, amelyet 2011-ben ért el Wimbledonban Katarina Srebotnik partnereként, s amelynek köszönhetően 2011 júliusában – Srebotnikkal holtversenyben – világelső lett párosban, és 10 héten keresztül álltak a világranglista élén. Mivel 2011-ben további öt tornát megnyertek még közösen, a WTA az év párosának (Doubles Team of the Year), az ITF pedig az év női párosának választotta meg őket.
Peschke – szintén Srebotnikkal – 2010-ben bejutott a Roland Garros döntőjébe is. Vegyes párosban háromszoros Grand Slam-döntősnek vallhatja magát: 2006-ban, 2010-ben és 2012-ben jutott be a US Open fináléjába, sorrendben Martin Damm, Iszámul-Hak Kuraisi, illetve Marcin Matkowski partnereként. A legjobb világranglista-helyezése egyéniben a huszonhatodik volt, amelyet 2005 novemberében ért el.
1998–2011 között tagja volt Csehország Fed-kupa-válogatottjának, amellyel 2011-ben megnyerte a Fed-kupát. A döntőben az oroszokkal játszottak Moszkvában, s Lucie Hradecká partnereként az utolsó, mindent eldöntő páros meccsen lépett pályára, amelyet 6–4, 6–2-re nyertek meg a Marija Kirilenko–Jelena Vesznyina-kettős ellen.
Férje és edzője a német Torsten Peschke, akivel 2003. május 5-én házasodtak össze Berlinben, ekkor vette fel férje nevét. Korábbi versenyeinek eredményei Květa Hrdličková néven találhatók meg.
2022 áprilisában jelentette be visszavonulását.

## Grand Slam-döntői

### Páros

#### Győzelmei (1)
| Év   | Helyszín  | Partner            | Ellenfelek a döntőben          | Eredmény a döntőben |
| 2011 | Wimbledon | Katarina Srebotnik | Sabine Lisicki Samantha Stosur | 6–3, 6–1            |

#### Elveszített döntői (2)
| Év   | Helyszín      | Partner            | Ellenfelek a döntőben                 | Eredmény a döntőben |
| 2010 | Roland Garros | Katarina Srebotnik | Serena Williams Venus Williams        | 2–6, 3–6            |
| 2018 | Wimbledon     | Nicole Melichar    | Barbora Krejčíková Kateřina Siniaková | 4–6, 6–4, 0–6       |

### Vegyes páros

#### Elveszített döntői (3)
| Év   | Helyszín | Partner             | Ellenfelek a döntőben             | Eredmény a döntőben  |
| 2006 | US Open  | Martin Damm         | Martina Navratilova Bob Bryan     | 2–6, 3–6             |
| 2010 | US Open  | Iszámul-Hak Kuraisi | Liezel Huber Bob Bryan            | 4–6, 4–6             |
| 2012 | US Open  | Marcin Matkowski    | Jekatyerina Makarova Bruno Soares | 7–6(8), 1–6, [10–12] |

## WTA-döntői

### Egyéni

#### Győzelmei (1)
| Összesítés           |                        |
| Grand Slam-torna (0) |                        |
| Tier I (0)           | Premier Mandatory* (0) |
| Tier II (0)          | Premier Five* (0)      |
| Tier III (0)         | Premier* (0)           |
| Tier IV (1)          | International* (0)     |
| Tier V (0)           | Challenger* (0)        |

* 2009-től megváltozott a tornák rendszere. Challenger tornákat 2012-től rendeznek.
 Az egymás mellett azonos színnel jelölt tornatípusok között nincs teljes mértékű megfelelés.
|    | Dátum             | Torna                                          | Borítás | Ellenfél a döntőben | Eredmény a döntőben |
| 1. | 1998. április 19. | Makarska International Championships, Makarska | Salak   | Li Fang             | 6–3, 6–1            |

#### Elveszített döntői (1)
|    | Dátum             | Torna                  | Borítás     | Ellenfél a döntőben | Eredmény a döntőben |
| 1. | 1999. november 7. | Sparkassen Cup, Lipcse | Szőnyeg (f) | Nathalie Tauziat    | 1–6, 3–6            |

### Páros

#### Győzelmei (36)
| Összesítés           |                        |                               |
| Grand Slam-torna (1) |                        |                               |
| Tier I (3)           | Premier Mandatory* (2) | WTA 1000 (kötelező)** (0)     |
| Tier II (8)          | Premier Five* (2)      | WTA 1000 (nem kötelező)** (0) |
| Tier III (0)         | Premier* (11)          | WTA 500** (1)                 |
| Tier IV (2)          | International* (6)     | WTA 250** (0)                 |
| Tier V (0)           | Challenger* (0)        |                               |

- * 2009-től megváltozott a tornák rendszere. Challenger tornákat 2012-től rendeznek. Az egymás mellett azonos színnel jelölt tornatípusok között nincs teljes mértékű megfelelés.
- **2021-től megváltozott a tornák kategóriáinak elnevezése.

|     | Dátum                | Torna                                                           | Borítás     | Partner             | Ellenfelek a döntőben                     | Eredmény a döntőben    | Eredmény a döntőben |
| 1.  | 1998. augusztus 2.   | Orange Prokom Open, Sopot                                       | Salak       | Helena Vildová      | Åsa Svensson Seda Noorlander              | 6–3, 6–2               |                     |
| 2.  | 2001. április 15.    | Estoril Open, Estoril                                           | Salak       | Barbara Rittner     | Tina Križan Katarina Srebotnik            | 3–6, 7–5, 6–1          |                     |
| 3.  | 2005. február 13.    | Open Gaz de France, Párizs                                      | Szőnyeg (f) | Iveta Benešová      | Anabel Medina Garrigues Gyinara Szafina   | 6–2, 2–6, 6–2          |                     |
| 4.  | 2005. október 30.    | Generali Ladies Linz, Linz                                      | Kemény (f)  | Gisela Dulko        | Conchita Martínez Virginia Ruano Pascual  | 6–2, 6–3               |                     |
| 5.  | 2006. február 12.    | Open Gaz de France, Párizs                                      | Szőnyeg (f) | Émilie Loit         | Cara Black Rennae Stubbs                  | 7–6(5), 6–4            |                     |
| 6.  | 2006. február 26.    | Dubai Duty Free Women’s Open, Dubaj                             | Kemény      | Francesca Schiavone | Szvetlana Kuznyecova Nagyja Petrova       | 3–6, 7–6(1), 6–3       |                     |
| 7.  | 2006. október 1.     | Fortis Championships, Luxembourg                                | Kemény (f)  | Francesca Schiavone | Anna-Lena Grönefeld Liezel Huber          | 2–6, 6–4, 6–1          |                     |
| 8.  | 2006. október 15.    | Kremlin Cup, Moszkva                                            | Kemény      | Francesca Schiavone | Iveta Benešová Galina Voszkobojeva        | 6–4, 6–7(4), 6–1       |                     |
| 9.  | 2007. augusztus 17.  | East West Bank Classic, Los Angeles                             | Kemény      | Rennae Stubbs       | Alicia Molik Mara Santangelo              | 6–0, 6–1               |                     |
| 10. | 2007. október 7.     | Porsche Tennis Grand Prix, Stuttgart                            | Kemény (f)  | Rennae Stubbs       | Csan Jung-zsan Gyinara Szafina            | 6–7(5), 7–6(4), [10–2] |                     |
| 11. | 2007. október 21.    | Zürich Open, Zürich                                             | Kemény (f)  | Rennae Stubbs       | Lisa Raymond Francesca Schiavone          | 7–5, 7–6(1)            |                     |
| 12. | 2008. február 23.    | Qatar Total Open, Doha                                          | Kemény      | Rennae Stubbs       | Cara Black Liezel Huber                   | 6–1, 5–7, [10–7]       |                     |
| 13. | 2008. augusztus 23.  | Pilot Pen Tennis, New Haven                                     | Kemény      | Lisa Raymond        | Sorana Cîrstea Monica Niculescu           | 4–6, 7–5, [10–7]       |                     |
| 14. | 2010. január 16.     | Moorilla Hobart International, Hobart                           | Kemény      | Csuang Csia-zsung   | Csan Jung-zsan Monica Niculescu           | 3–6, 6–3, [10–7]       |                     |
| 15. | 2010. március 20.    | BNP Paribas Open, Indian Wells                                  | Kemény      | Katarina Srebotnik  | Nagyja Petrova Samantha Stosur            | 6–4, 2–6, [10–5]       |                     |
| 16. | 2010. augusztus 28.  | Pilot Pen Tennis, New Haven                                     | Kemény      | Katarina Srebotnik  | Bethanie Mattek-Sands Meghann Shaughnessy | 7–5, 6–0               |                     |
| 17. | 2011. január 8.      | ASB Classic, Auckland                                           | Kemény      | Katarina Srebotnik  | Sofia Arvidsson Marina Eraković           | 6–3, 6–0               |                     |
| 18. | 2011. február 26.    | Qatar Ladies Open, Doha                                         | Kemény      | Katarina Srebotnik  | Liezel Huber Nagyja Petrova               | 7–5, 6–7(2), [10–8]    |                     |
| 19. | 2011. június 18.     | AEGON International, Eastbourne                                 | Fű          | Katarina Srebotnik  | Liezel Huber Lisa Raymond                 | 6–3, 6–0               |                     |
| 20. | 2011. július 2.      | Wimbledon, London                                               | Fű          | Katarina Srebotnik  | Sabine Lisicki Samantha Stosur            | 6–3, 6–1               | (részletek)         |
| 21. | 2011. augusztus 7.   | Mercury Insurance Open, Carlsbad                                | Kemény      | Katarina Srebotnik  | Raquel Kops-Jones Abigail Spears          | 6–0, 6–2               |                     |
| 22. | 2011. október 9.     | China Open, Peking                                              | Kemény      | Katarina Srebotnik  | Gisela Dulko Flavia Pennetta              | 6–3, 6–4               |                     |
| 23. | 2012. január 13.     | Apia International Sydney, Sydney                               | Kemény      | Katarina Srebotnik  | Liezel Huber Lisa Raymond                 | 6–1, 4–6, [13–11]      | (részletek)         |
| 24. | 2012. október 14.    | Generali Ladies Linz, Linz                                      | Kemény (f)  | Anna-Lena Grönefeld | Julia Görges Barbora Záhlavová-Strýcová   | 6–3, 6–4               | (részletek)         |
| 25. | 2013. május 25.      | Brussels Open, Brüsszel                                         | Salak       | Anna-Lena Grönefeld | Gabriela Dabrowski Sahar Peér             | 6–0, 6–3               |                     |
| 26. | 2014. február 2.     | Open GDF Suez, Párizs                                           | Kemény (f)  | Anna-Lena Grönefeld | Babos Tímea Kristina Mladenovic           | 6–7(7), 6–4, [10–5]    |                     |
| 27. | 2014. május 18.      | Internazionali BNL d'Italia, Róma                               | Salak       | Katarina Srebotnik  | Sara Errani Roberta Vinci                 | 4–0, feladta           |                     |
| 28. | 2017. május 5.       | J&T Banka Prague Open, Prága                                    | Salak       | Anna-Lena Grönefeld | Lucie Hradecká Kateřina Siniaková         | 6–4, 7–6(3)            |                     |
| 29. | 2018. május 4.       | J&T Banka Prague Open, Prága                                    | Salak       | Nicole Melichar     | Mihaela Buzărnescu Lidzija Marozava       | 6–4, 6–2               |                     |
| 30. | 2018. augusztus 5.   | Silicon Valley Classic, San José, USA                           | Kemény      | Latisha Csan        | Ljudmila Kicsenok Nagyija Kicsenok        | 6–4, 6–1               |                     |
| 31. | 2018. október 14.    | Tianjin Open, Tiencsin, Kína                                    | Kemény      | Nicole Melichar     | Monique Adamczak Jessica Moore            | 6–4, 6–2               |                     |
| 32. | 2019. január 5.      | Brisbane International, Brisbane, Ausztrália                    | Kemény      | Nicole Melichar     | Csan Hao-csing Latisha Chan               | 6–1, 6–1               |                     |
| 33. | 2019. augusztus 4.   | Silicon Valley Open, San José, Egyesült Államok                 | Kemény      | Nicole Melichar     | Aojama Súko Ena Shibahara                 | 6–4, 6–4               |                     |
| 34. | 2019. szeptember 15. | Zhengzhou Open, Csengcsou, Kína                                 | Kemény      | Nicole Melichar     | Yanina Wickmayer Tamara Zidanšek          | 6–1, 7–6(2)            |                     |
| 35. | 2020. augusztus 29.  | Cincinnati Open, New York, Amerikai Egyesült Államok            | Kemény      | Demi Schuurs        | Nicole Melichar Hszü Ji-fan               | 6–1, 4–6, [10–4]       |                     |
| 36. | 2021. október 3.     | Chicago Fall Tennis Classic, Chicago, Amerikai Egyesült Államok | Kemény      | Andrea Petković     | Caroline Dolehide Coco Vandeweghe         | 6–3, 6–1               |                     |

#### Elveszített döntői (42)
|     | Dátum                | Torna                                                       | Borítás     | Partner              | Ellenfelek a döntőben                      | Eredmény a döntőben | Eredmény a döntőben |
| 1.  | 1998. július 12.     | Skoda Czech Open, Prága                                     | Salak       | Michaela Paštiková   | Silvia Farina Karina Habšudová             | 6–2, 1–6, 2–6       |                     |
| 2.  | 1999. február 14.    | Nokia Cup, Prostějov                                        | Szőnyeg (f) | Helena Vildová       | Alexandra Fusai Nathalie Tauziat           | 6–3, 2–6, 1–6       |                     |
| 3.  | 2001. május 6.       | Betty Barclay Cup, Hamburg                                  | Salak       | Barbara Rittner      | Cara Black Jelena Lihovceva                | 2–6, 6–4, 2–6       |                     |
| 4.  | 2001. szeptember 30. | Sparkassen Cup, Lipcse                                      | Szőnyeg (f) | Barbara Rittner      | Jelena Lihovceva Nathalie Tauziat          | 4–6, 2–6            |                     |
| 5.  | 2002. január 5.      | ASB Bank Classic, Auckland                                  | Kemény      | Henrieta Nagyová     | Nicole Arendt Liezel Huber                 | 5–7, 4–6            |                     |
| 6.  | 2002. október 27.    | SEAT Open, Luxembourg                                       | Kemény (f)  | Barbara Rittner      | Kim Clijsters Janette Husárová             | 6–4, 3–6, 5–7       |                     |
| 7.  | 2005. április 10.    | Bausch & Lomb Championships, Amelia Island                  | Salak       | Patty Schnyder       | Bryanne Stewart Samantha Stosur            | 4–6, 2–6            |                     |
| 8.  | 2005. április 17.    | Family Circle Cup, Charleston                               | Salak       | Iveta Benešová       | M. J. Martínez Sánchez V. Ruano Pascual    | 1–6, 4–6            |                     |
| 9.  | 2005. július 24.     | Western & Southern Financial Group Women's Open, Cincinnati | Kemény      | María Emilia Salerni | Laura Granville Abigail Spears             | 6–3, 2–6, 4–6       |                     |
| 10. | 2005. október 9.     | Porsche Tennis Grand Prix, Filderstadt                      | Kemény (f)  | Francesca Schiavone  | Daniela Hantuchová Anasztaszija Miszkina   | 0–6, 6–3, 5–7       |                     |
| 11. | 2006. május 21.      | Internazionali d'Italia, Róma                               | Salak       | Francesca Schiavone  | Daniela Hantuchová Szugijama Ai            | 6–3, 3–6, 1–6       |                     |
| 12. | 2007. június 24.     | International Women's Open, Eastbourne                      | Fű          | Rennae Stubbs        | Lisa Raymond Samantha Stosur               | 7–6(5), 4–6, 3–6    |                     |
| 13. | 2008. február 17.    | Proximus Diamond Games, Antwerpen                           | Kemény (f)  | Szugijama Ai         | Cara Black Liezel Huber                    | 1–6, 3–6            |                     |
| 14. | 2008. június 21.     | International Women's Open, Eastbourne                      | Fű          | Rennae Stubbs        | Cara Black Liezel Huber                    | 6–2, 0–6, [8–10]    |                     |
| 15. | 2008. október 5.     | Porsche Tennis Grand Prix, Stuttgart                        | Kemény (f)  | Rennae Stubbs        | Anna-Lena Grönefeld Patty Schnyder         | 2–6, 4–6            |                     |
| 16. | 2008. október 26.    | WTA Tour Championships, Doha                                | Kemény      | Rennae Stubbs        | Cara Black Liezel Huber                    | 1–6, 5–7            |                     |
| 17. | 2009. február 15.    | Open GDF Suez, Párizs                                       | Szőnyeg (f) | Lisa Raymond         | Cara Black Liezel Huber                    | 4–6, 6–3, [4–10]    |                     |
| 18. | 2009. április 5.     | Sony Ericsson Open, Miami                                   | Kemény      | Lisa Raymond         | Szvetlana Kuznyecova Amélie Mauresmo       | 6–4, 3–6, [3–10]    |                     |
| 19. | 2009. április 12.    | MPS Group Championships, Ponte Vedra Beach                  | Salak       | Lisa Raymond         | Csuang Csia-zsung Szánija Mirza            | 4–6, 6–4, [7–10]    |                     |
| 20. | 2009. május 16.      | Mutua Madrileña Madrid Open, Madrid                         | Salak       | Lisa Raymond         | Cara Black Liezel Huber                    | 6–4, 3–6, [6–10]    |                     |
| 21. | 2010. február 20.    | Dubai Duty Free Tennis Championships, Dubaj                 | Kemény      | Katarina Srebotnik   | N. Llagostera Vives M. J. Martínez Sánchez | 6–7(5), 4–6         |                     |
| 22. | 2010. május 2.       | Porsche Tennis Grand Prix, Stuttgart                        | Salak (f)   | Katarina Srebotnik   | Gisela Dulko Flavia Pennetta               | 6–3, 6–7(3), [5–10] |                     |
| 23. | 2010. június 4.      | Roland Garros, Párizs                                       | Salak       | Katarina Srebotnik   | Serena Williams Venus Williams             | 2–6, 3–6            | (részletek)         |
| 24. | 2010. június 19.     | AEGON International, Eastbourne                             | Fű          | Katarina Srebotnik   | Lisa Raymond Rennae Stubbs                 | 2–6, 6–2, [11–13]   |                     |
| 25. | 2010. augusztus 22.  | Rogers Cup, Montréal                                        | Kemény      | Katarina Srebotnik   | Gisela Dulko Flavia Pennetta               | 5–7, 6–3, [10–12]   |                     |
| 26. | 2010. október 17.    | Generali Ladies Linz, Linz                                  | Kemény (f)  | Katarina Srebotnik   | Renata Voráčová Barbora Záhlavová-Strýcová | 5–7, 6–7(6)         |                     |
| 27. | 2010. október 31.    | WTA Tour Championships, Doha                                | Kemény      | Katarina Srebotnik   | Gisela Dulko Flavia Pennetta               | 5–7, 4–6            |                     |
| 28. | 2011. január 14.     | Medibank International, Sydney                              | Kemény      | Katarina Srebotnik   | Iveta Benešová B. Záhlavová-Strýcová       | 6–4, 4–6, [7–10]    |                     |
| 29. | 2011. február 20.    | Dubai Duty Free Tennis Championships, Dubaj                 | Kemény      | Katarina Srebotnik   | Liezel Huber M. J. Martínez Sánchez        | 6–7(5), 3–6         |                     |
| 30. | 2011. május 7.       | Mutua Madrid Open, Madrid                                   | Salak       | Katarina Srebotnik   | Viktorija Azaranka Marija Kirilenko        | 4–6, 3–6            |                     |
| 31. | 2011. október 30.    | WTA Tour Championships, Isztambul                           | Kemény      | Katarina Srebotnik   | Liezel Huber Lisa Raymond                  | 4–6, 4–6            |                     |
| 32. | 2012. szeptember 29. | Toray Pan Pacific Open, Tokió                               | Kemény      | Anna-Lena Grönefeld  | Raquel Kops-Jones Abigail Spears           | 1–6, 4–6            | (részletek)         |
| 33. | 2013. január 5.      | Brisbane International, Brisbane                            | Kemény      | Anna-Lena Grönefeld  | Bethanie Mattek-Sands Szánija Mirza        | 6–4, 4–6, [7–10]    |                     |
| 34. | 2013. június 15.     | Nürnberger Versicherungscup, Nürnberg                       | Salak       | Anna-Lena Grönefeld  | Raluca Olaru Valerija Szolovjova           | 6–2, 6–7(3), [9–11] |                     |
| 35. | 2013. augusztus 11.  | Rogers Cup, Toronto                                         | Kemény      | Anna-Lena Grönefeld  | Jelena Janković Katarina Srebotnik         | 7–5, 2–6, [6–10]    |                     |
| 36. | 2013. augusztus 18.  | Western & Southern Open, Cincinnati                         | Kemény      | Anna-Lena Grönefeld  | Hszie Su-vej Peng Suaj                     | 6–2, 3–6, [10–12]   |                     |
| 37. | 2014. február 16.    | Qatar Total Open, Doha                                      | Kemény      | Katarina Srebotnik   | Hszie Su-vej Peng Suaj                     | 4–6, 0–6            |                     |
| 38. | 2016. október 16.    | Linz Open, Linz                                             | Kemény (f)  | Anna-Lena Grönefeld  | Kiki Bertens Johanna Larsson               | 6–4, 2–6, [7–10]    |                     |
| 39. | 2017. augusztus 13.  | Rogers Cup, Montréal                                        | Kemény      | Anna-Lena Grönefeld  | Jekatyerina Makarova Jelena Vesznyina      | 0–6, 4–6            |                     |
| 40. | 2018. április 29.    | Porsche Tennis Grand Prix, Stuttgart                        | Salak (f)   | Nicole Melichar      | Raquel Atawo Anna-Lena Grönefeld           | 4–6, 7–6(5), [5–10] |                     |
| 41. | 2018. július 14.     | Wimbledoni teniszbajnokság, London                          | Fű          | Nicole Melichar      | Barbora Krejčíková Kateřina Siniaková      | 4–6, 6–4, 0–6       | (részletek)         |
| 42. | 2019. május 3.       | Prague Open, Prága                                          | Salak       | Nicole Melichar      | Anna Kalinszkaja Viktória Kužmová          | 6–4, 5–7, [7–10]    |                     |

## Eredményei Grand Slam-tornákon

### Egyéni
| Grand Slam | Australian Open | Australian Open    | Roland Garros | Roland Garros     | Wimbledon | Wimbledon           | US Open  | US Open            |
| Év         | Eredmény        | Utolsó ellenfél    | Eredmény      | Utolsó ellenfél   | Eredmény  | Utolsó ellenfél     | Eredmény | Utolsó ellenfél    |
| 1998       | –               | –                  | 2. kör        | Olena Tatarkova   | 1. kör    | Tamarine Tanasugarn | 2. kör   | Sandrine Testud    |
| 1999       | 1. kör          | Sylvia Plischke    | 3. kör        | Martina Hingis    | 1. kör    | Tamarine Tanasugarn | 1. kör   | Martina Hingis     |
| 2000       | 3. kör          | Anna Kurnyikova    | 3. kör        | Amélie Mauresmo   | 1. kör    | Venus Williams      | 2. kör   | Venus Williams     |
| 2001       | –               | –                  | 1. kör        | Selima Sfar       | –         | –                   | 1. kör   | Magdalena Malejeva |
| 2002       | 2. kör          | Magdalena Malejeva | 1. kör        | Tina Pisnik       | 2. kör    | Jelena Dokić        | 1. kör   | Magdalena Malejeva |
| 2003       | –               | –                  | –             | –                 | –         | –                   | –        | –                  |
| 2004       | –               | –                  | 2. kör        | Jennifer Capriati | –         | –                   | –        | –                  |
| 2005       | 1. kör          | A Miszkina         | 2. kör        | Sahar Peér        | 4. kör    | N Petrova           | 1. kör   | Nicole Vaidišová   |
| 2006       | –               | –                  | 1. kör        | Kaia Kanepi       | 2. kör    | Sz Kuznyecova       | 1. kör   | Cseng Csie         |
| 2007       | –               | –                  | 2. kör        | S Cohen-Aloro     | –         | –                   | –        | –                  |

### Páros
| Grand Slam | Australian Open           | Australian Open                    | Roland Garros               | Roland Garros                         | Wimbledon                   | Wimbledon                       | US Open                  | US Open                             |
| Év         | Eredmény Partner          | Utolsó ellenfél                    | Eredmény Partner            | Utolsó ellenfél                       | Eredmény Partner            | Utolsó ellenfél                 | Eredmény Partner         | Utolsó ellenfél                     |
| 1994       | –                         | –                                  | 2. kör E Melicharová        | N Medvegyeva Larisa Neiland           | 1. kör E Melicharová        | Jenny Byrne J Richardson        | –                        | –                                   |
| 1995       | –                         | –                                  | –                           | –                                     | –                           | –                               | –                        | –                                   |
| 1996       | –                         | –                                  | –                           | –                                     | –                           | –                               | –                        | –                                   |
| 1997       | –                         | –                                  | –                           | –                                     | –                           | –                               | –                        | –                                   |
| 1998       | –                         | –                                  | –                           | –                                     | –                           | –                               | –                        | –                                   |
| 1999       | 3. kör Tina Križan        | Larisa Neiland A Sánchez Vicario   | 2. kör Tina Križan          | Conchita Martínez Patricia Tarabini   | 1. kör Tina Križan          | Silvia Farina Linda Wild        | 2. kör Barbara Rittner   | Lisa Raymond Rennae Stubbs          |
| 2000       | 1. kör Barbara Rittner    | Sonya Jeyaseelan Patty Schnyder    | 2. kör Barbara Rittner      | Conchita Martínez Patricia Tarabini   | 2. kör Barbara Rittner      | Anna Kurnyikova N Zverava       | 2. kör Barbara Rittner   | J Halard-Decugis Szugijama Ai       |
| 2001       | –                         | –                                  | 3. kör Barbara Rittner      | Nicole Arendt Caroline Vis            | –                           | –                               | 3. kör Barbara Rittner   | Caroline Dhenin M Díaz Oliva        |
| 2002       | Negyeddöntő Dája Bedáňová | Lisa Raymond Rennae Stubbs         | 1. kör Henrieta Nagyová     | Eva Bes L Domínguez Lino              | 2. kör Patty Schnyder       | Serena Williams Venus Williams  | 1. kör Andrea Glass      | R de los Ríos Sz Kuznyecova         |
| 2003       | –                         | –                                  | –                           | –                                     | –                           | –                               | –                        | –                                   |
| 2004       | –                         | –                                  | 1. kör Barbara Rittner      | Lisa McShea Milagros Sequera          | –                           | –                               | –                        | –                                   |
| 2005       | 1. kör Iveta Benešová     | Eva Birnerová A Ehritt-Vanc        | 3. kör Iveta Benešová       | V Ruano Pascual Paola Suárez          | 1. kör Julia Schruff        | Eléni Danjilídu Nicole Pratt    | 1. kör Barbora Strýcová  | Maria Elena Camerin Tathiana Garbin |
| 2006       | –                         | –                                  | Negyeddöntő F Schiavone     | Lisa Raymond S Stosur                 | Negyeddöntő F Schiavone     | Cara Black Rennae Stubbs        | Elődöntő F Schiavone     | Nathalie Dechy V Zvonarjova         |
| 2007       | –                         | –                                  | 3. kör Rennae Stubbs        | M E Camerin Gisela Dulko              | Negyeddöntő Rennae Stubbs   | Lisa Raymond S Stosur           | Elődöntő Rennae Stubbs   | Nathalie Dechy Gy Szafina           |
| 2008       | Negyeddöntő Rennae Stubbs | A Medina Garrigues V Ruano Pascual | 3. kör Rennae Stubbs        | C Dellacqua F Schiavone               | 3. kör Rennae Stubbs        | Lisa Raymond S Stosur           | 1. kör Rennae Stubbs     | Marina Eraković J Kostanić Tošić    |
| 2009       | 3. kör Lisa Raymond       | Nathalie Dechy Mara Santangelo     | 3. kör Lisa Raymond         | A Radwańska U Radwańska               | –                           | –                               | –                        | –                                   |
| 2010       | 2. kör Cs Csia-zsung      | Sally Peers Laura Robson           | Döntő K Srebotnik           | Serena Williams Venus Williams        | Negyeddöntő K Srebotnik     | Vania King J Svedova            | 3. kör K Srebotnik       | B Mattek-Sands M Shaughnessy        |
| 2011       | Elődöntő K Srebotnik      | V Azaranka M Kirilenko             | Negyeddöntő K Srebotnik     | A Hlaváčková L Hradecká               | Győzelem K Srebotnik        | Sabine Lisicki S Stosur         | Negyeddöntő K Srebotnik  | M Kirilenko Nagyja Petrova          |
| 2012       | 2. kör K Srebotnik        | A Kudrjavceva J Makarova           | Negyeddöntő K Srebotnik     | Andrea Hlaváčková Lucie Hradecká      | 2. kör K Srebotnik          | Flavia Pennetta F Schiavone     | Negyeddöntő Julia Görges | Sara Errani Roberta Vinci           |
| 2013       | 2. kör A-L Grönefeld      | Jelena Janković M Lučić-Baroni     | 2. kör A-L Grönefeld        | Cara Black Marina Eraković            | Elődöntő A-L Grönefeld      | Ashleigh Barty C Dellacqua      | 3. kör A-L Grönefeld     | Szánija Mirza Cseng Csie            |
| 2014       | Elődöntő K Srebotnik      | Sara Errani Roberta Vinci          | Negyeddöntő K Srebotnik     | Garbiñe Muguruza C Suárez Navarro     | 1. kör K Srebotnik          | Andrea Petković M Rybáriková    | Negyeddöntő K Srebotnik  | Martina Hingis Flavia Pennetta      |
| 2015       | 1. kör Csan Hao-csing     | Sz Kuznyecova S Stosur             | –                           | –                                     | –                           | –                               | –                        | –                                   |
| 2016       | –                         | –                                  | 1. kör A-L Grönefeld        | Julia Görges Karolína Plíšková        | Negyeddöntő A-L Grönefeld   | Raquel Atawo Abigail Spears     | 1. kör A-L Grönefeld     | Martina Hingis Coco Vandeweghe      |
| 2017       | 3. kör A-L Grönefeld      | Ashleigh Barty C Dellacqua         | 1. kör A-L Grönefeld        | Myrtille Georges Chloé Paquet         | Elődöntő A-L Grönefeld      | J Makarova J Vesznyina          | 1. kör A-L Grönefeld     | Csuang Csia-zsung Doi Miszaki       |
| 2018       | 3. kör Nicole Melichar    | Jennifer Brady Vania King          | 3. kör Nicole Melichar      | Babos Tímea K Mladenovic              | Döntő N Melichar            | B Krejčíková K Siniaková        | 2. kör Nicole Melichar   | Dalila Jakupović Irina Hromacsova   |
| 2019       | 3. kör Nicole Melichar    | Jennifer Brady Alison Riske        | Negyeddöntő Nicole Melichar | Kirsten Flipkens Johanna Larsson      | Negyeddöntő Nicole Melichar | Babos Tímea Kristina Mladenovic | 2. kör Nicole Melichar   | Cori Gauff Catherine McNally        |
| 2020       | 2. kör Demi Schuurs       | Cori Gauff Catherine McNally       | 3. kör Demi Schuurs         | Nicole Melichar Iga Świątek           | elmaradt                    | elmaradt                        | Negyeddöntő Demi Schuurs | Anna Blinkova V Kugyermetova        |
| 2021       | –                         | –                                  | 2. kör Vivian Heisen        | Barbora Krejčíková Kateřina Siniaková | 1. kör Vivian Heisen        | Sharon Fichman Giuliana Olmos   | 2. kör Ellen Perez       | Greet Minnen A Van Uytvanck         |

## Év végi világranglista-helyezései
| Év     | 1998 | 1999 | 2000 | 2001 | 2002 | 2003 | 2004 | 2005 | 2006 | 2007 | 2008 | 2009 | 2010 | 2011 | 2012 | 2013 | 2014 | 2015 | 2016 | 2017 | 2018 | 2019 | 2020 | 2021 |
| Egyéni | 57.  | 44.  | 47.  | 85.  | 145. | –    | 116. | 26.  | 133. | –    | –    | –    | –    | –    | –    | –    | –    | –    | –    | –    | –    | –    | –    | –    |
| Páros  | –    | –    | –    | 48.  | 68.  | –    | 142. | 16.  | 8.   | 11.  | 7.   | 26.  | 5.   | 2.   | 17.  | 16.  | 9.   | 401. | 51.  | 21.  | 13.  | 21.  | 17.  | 52.  |